# Margarete-Ottillinger-Park

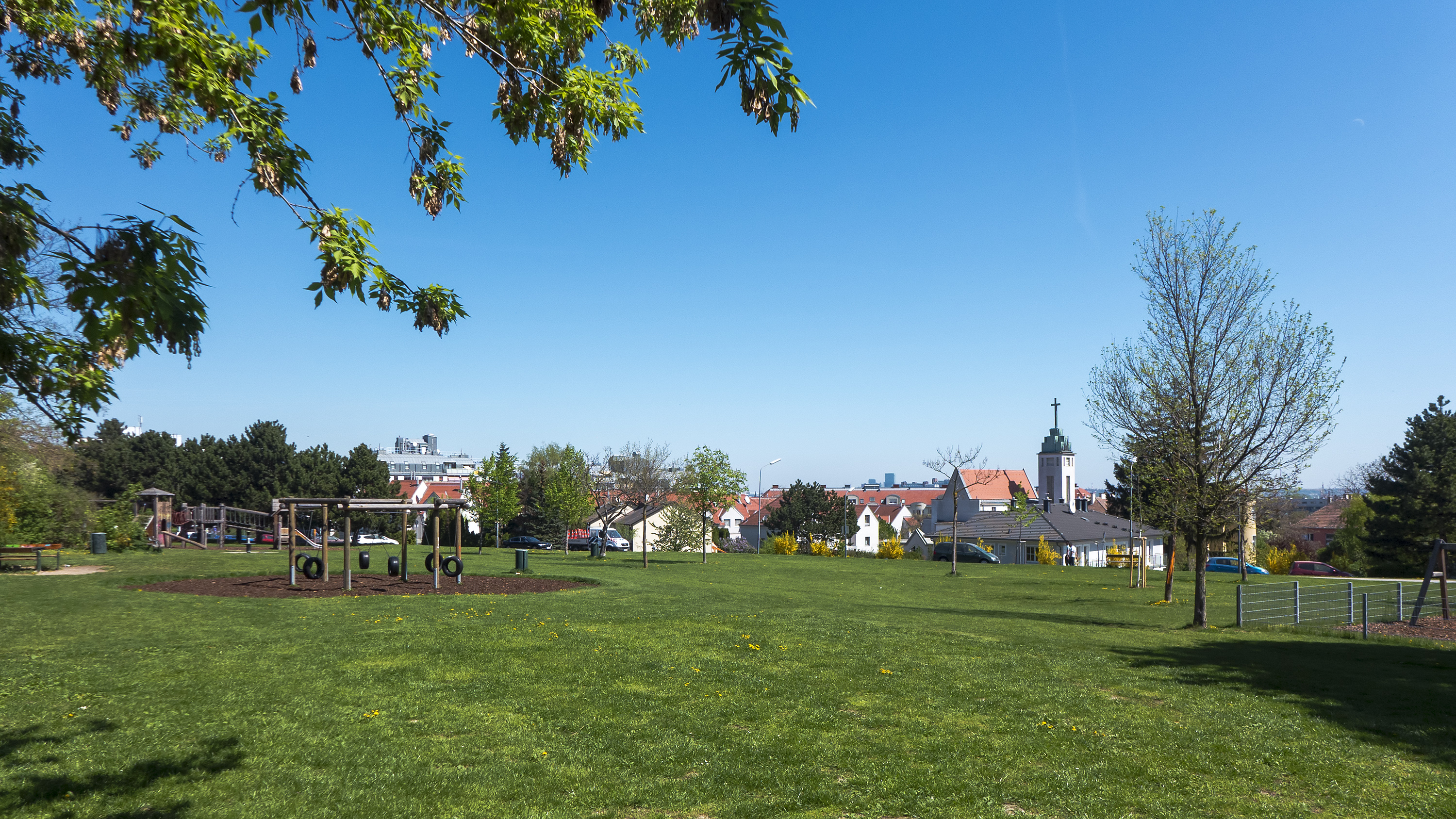
Margarete-Ottillinger-Park (2018)

Der Margarete-Ottillinger-Park ist ein Park im 23. Wiener Gemeindebezirk Liesing.

## Beschreibung

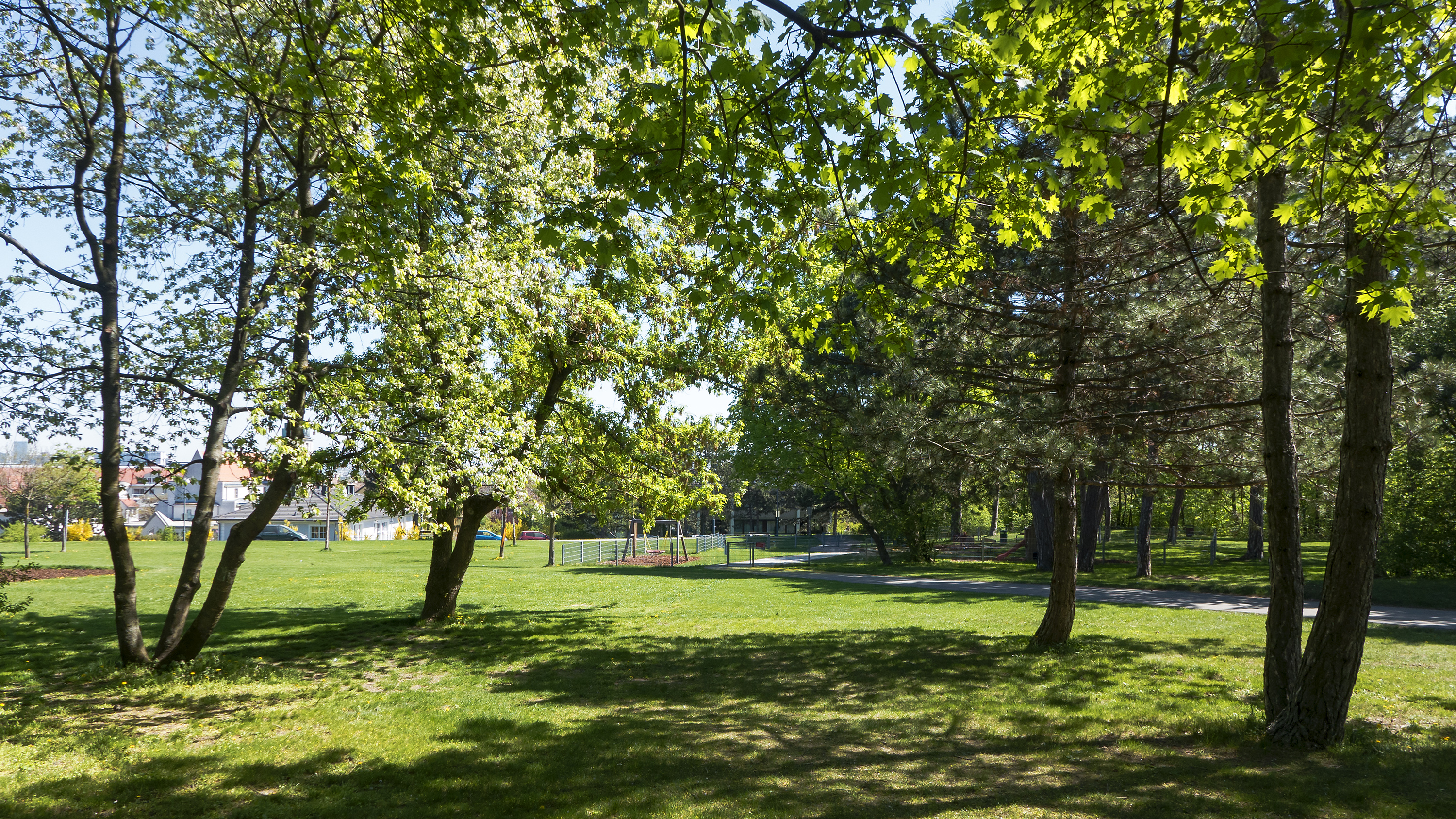
Margarete-Ottillinger-Park (2018)

Der Margarete-Ottillinger-Park ist ein ca. 12.100 m² großer Park in Liesing. Er liegt im Dreieck zwischen der Rudolf-Waisenhorn-Gasse, der Rudolf-Zeller-Gasse und der Wiener Mittelschule Anton-Krieger-Gasse. Er verfügt neben Wiesenflächen, Baumbestand und Sitzmöglichkeiten, über einen Kinder- und Jugendspielplatz, einen Trinkbrunnen und Klettertürme.

## Geschichte
Der Margarete-Ottillinger-Park wurde am 6. November 2017 im Gemeinderatsausschuss für Kultur, Wissenschaft und Sport der Stadt Wien nach der Handelswissenschaftlerin, Wirtschaftsmanagerin, Beamtin und Stifterin der Wotrubakirche, Margarethe Ottillinger (1919–1992), benannt. Die Benennung geht auf eine Initiative der Liesinger Grünen und einen daraus resultierenden Fraktionsübergreifenden Antrag der Fraktionen der Liesinger Grünen, Sozialdemokratischen Partei, Volkspartei und Pro 23 am 29. Juni 2017 in der Liesinger Bezirksvertretung zurück.